# یک تعطیلات کوتاه
«یک تعطیلات کوتاه» (ایتالیایی: Una breve vacanza) یک فیلم به کارگردانی ویتوریو دسیکا است که در سال ۱۹۷۵ منتشر شد. از بازیگران آن می‌توان به فلوریندا بولکن، رناتو سالواتوری، آدریانا استی، و کریستین دسیکا اشاره کرد.